# El Verde, San Luis Potosí
El Verde är en ort i Mexiko.   Den ligger i kommunen Villa de Reyes och delstaten San Luis Potosí, i den centrala delen av landet, 300 km nordväst om huvudstaden Mexico City. El Verde ligger 1 834 meter över havet och antalet invånare är 110.
Terrängen runt El Verde är varierad. Runt El Verde är det ganska glesbefolkat, med 39 invånare per kvadratkilometer. Närmaste större samhälle är Villa de Reyes, 5,8 km söder om El Verde. Omgivningarna runt El Verde är i huvudsak ett öppet busklandskap.